# Lila Tretikov

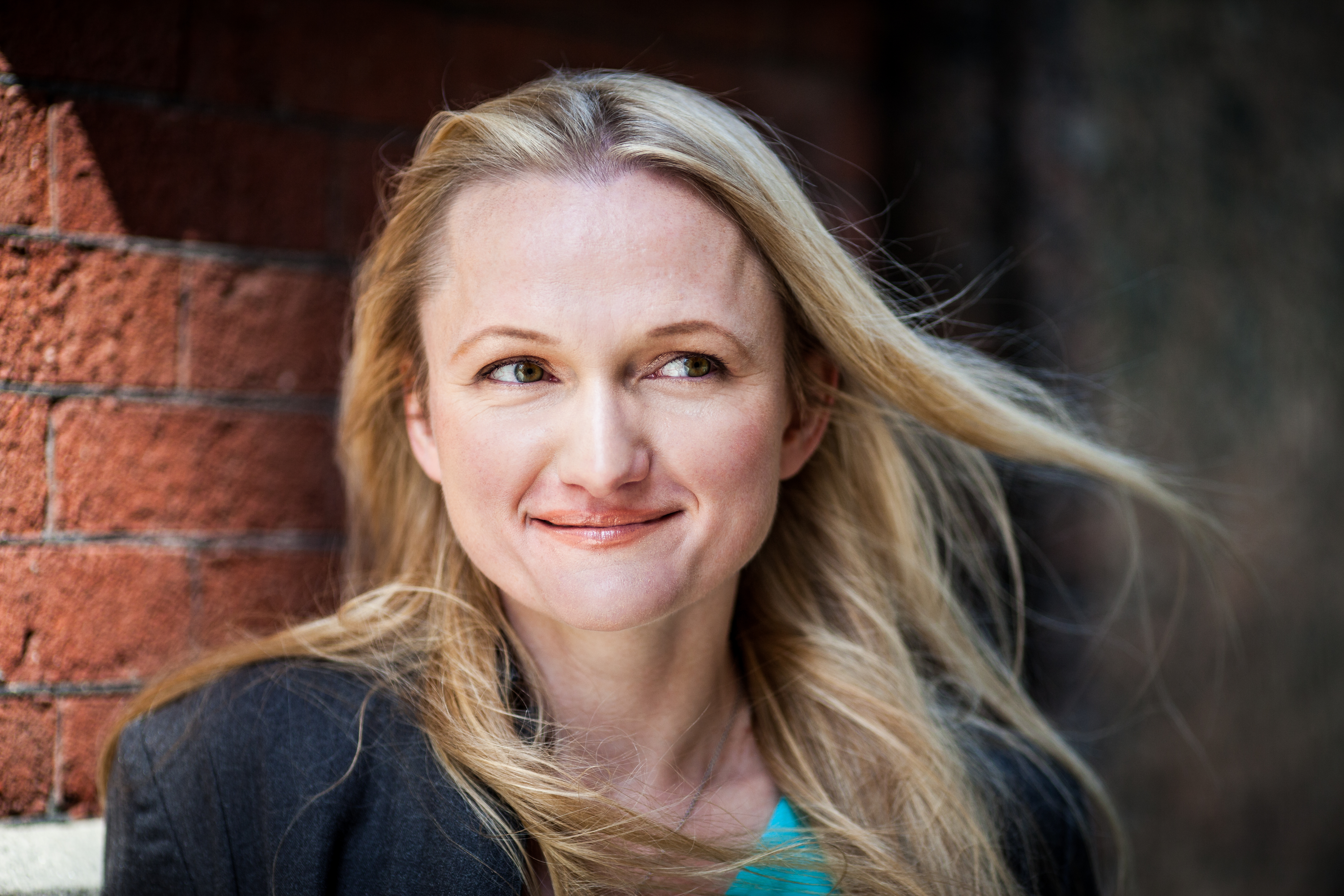
Lila Tretikov (2014)

Lila Tretikov (geboren als russisch Ольга „Ляля“ Алексеевна Третьякова Olga „Ljalja“ Alexejewna Tretjakowa; * 25. Januar 1978 in Moskau) ist eine russisch-US-amerikanische Informatikerin und Managerin. Von Juni 2014 bis März 2016 war sie, als Nachfolgerin von Sue Gardner, Geschäftsführerin der Wikimedia Foundation in San Francisco.

## Leben
Tretikov, Tochter eines Mathematikers und einer Filmemacherin, zog mit 16 Jahren nach dem Zerfall der Sowjetunion von Moskau nach New York City. Ihre Englischkenntnisse erwarb sie durch einen Aushilfsjob als Kellnerin. An der University of California, Berkeley, studierte sie Informatik und Kunst.
Ohne Studienabschluss begann Tretikov ihren beruflichen Werdegang 1999 bei Sun Microsystems, kurze Zeit später gründete sie die Marketingfirma GrokDigital. Für drei Jahre war sie in der Entwicklungsabteilung von Telespree Communications, einer Telekommunikationsfirma in San Francisco, tätig. Von 2006 bis 2014 arbeitete Tretikov bei SugarCRM, einer Open-Source-Firma, unter anderem zur Entwicklung von Programmen zur Verwaltung von Kunden, Patienten, Mitarbeitern – dort war sie zuletzt Chief Information Officer und Chief Product Officer. Anfang Juni 2014 übernahm sie die Geschäftsführung der Wikimedia-Stiftung. In einer ersten Stellungnahme plädierte sie für mehr Diversität in der Wikipedia. Am 31. März 2016 schied sie auf eigenen Wunsch aus dem Amt aus. Vorangegangen war ein lange schwelender Streit über ihren Führungsstil und ihre Vorschläge, die Wikimedia Foundation mit Hilfe der John S. and James L. Knight Foundation zu einer Softwareorganisation als Wettbewerber von Google zu machen. Ihre Nachfolgerin wurde die frühere Leiterin der Öffentlichkeitsarbeit der Wikimedia Foundation Katherine Maher; nach einer übergangsweisen Tätigkeit übte Maher die Position bis zum 15. April 2021 aus.
Im Jahre 2014 übernahm Tretikov ein Mandat im Aufsichtsrat bei der Zamurai Corporation. Sie ist Inhaberin beziehungsweise Mitinhaberin mehrerer Patente in den Bereichen „intelligent data mapping“ und „dynamic language applications“.
Seit 2017 war Tretikov Geschäftsführerin der Pariser Terrawatt Initiative. Nachdem sie zuvor Corporate Vice President und stellvertretende Technische Direktorin von Microsoft war, ist sie seit März 2021 im Board of Directors der Volvo Car Corporation. Sie ist des weiteren Mitglied des Verwaltungsrates von Xylem, Zendesk, Affinidi und UBS.

## Auszeichnungen
2012 wurde sie mit einem bronzenen Stevie Award in der Kategorie Female Executive of the Year – Business Services – 11 to 2,500 Employees – Computer Hardware & Software ausgezeichnet. 2014 wurde sie in der von der Zeitschrift Forbes geführten Liste The World’s 100 Most Powerful Women auf Platz 99 geführt.